# Macrophyes manati
Espèce
Macrophyes manati est une espèce d'araignées aranéomorphes de la famille des Anyphaenidae.

## Distribution
Cette espèce est endémique de la région de Loreto au Pérou,.

## Description
La femelle holotype mesure 6,80 mm.

## Étymologie
Son nom d'espèce lui a été donné en référence au lieu de sa découverte, le río Manatí.

## Publication originale
- Brescovit, 1993 : Novas espécies do gênero Macrophyes O. P.-Cambridge da região Neotropical (Araneae, Anyphaenidae). Iheringia (Zoologia), vol. 75, p. 113-116 (texte intégral).